# John B. Gurdon
Sir John Bertrand Gurdon FRS (n. 2 octombrie 1933, Dippenhall⁠(d), Farnham, Anglia, Regatul Unit) este un biolog britanic, cunoscut pentru cercetările în domeniul clonării, laureat al Premiului Nobel pentru Fiziologie sau Medicină în 2012, alături de Shinya Yamanaka, pentru „descoperirea faptului că celulele mature pot fi reprogramate pentru a deveni pluripotente”. Gurdon a descoperit faptul că procesul de specializare a celulelor vii este unul reversibil, obținând în 1962 un mormoloc viabil dintr-o celulă ou având nucleul (și deci ADN-ul) unei alte celule extrase din tractul intestinal al unei broaște mature.

## Legături externe
- John Gurdon interviewed (film) Arhivat în 8 aprilie 2021, la Wayback Machine. by Alan Macfarlane 20 august 2008
- Wolf Prize in Medicine 1978–2008 edited by John Gurdon (book) including Chapter 1: John B Gurdon (1989) (pdf, 6 Mb)
- Cloning and Stem Cell Discoveries Earn Nobel in Medicine (New York Times, 8 October 2012)
- His ("The Egg and the Nucleus: A Battle for Supremacy") and Yamanaka's 2012 Nobel Lectures pe YouTube (7 decembrie 2012)